# Castra Urbana
De Castra Urbana was de castrum (kazerne) van de Cohortes urbanae in het Oude Rome.
De Castra Urbana werd waarschijnlijk rond 270 gebouwd door keizer Aurelianus. De stadscohorten waren eerder gelegerd in de Castra Praetoria, de basis van de pretoriaanse garde. De Castra Urbana werd gebouwd op de Campus Aggripae, een groot park dat in het noordoostelijke deel van het Marsveld lag, op de huidige locatie van de Piazza di Spagna.